# Guy de Montpellier
Guy de Montpellier, född 1160, död 24 maj 1208 i Rom, var en fransk ordensman. Omkring år 1180 grundade han den Helige Andes orden. Ordens uppgift var att ta hand om föräldralösa barn, fattiga och sjuka.